# Kara Trutnov

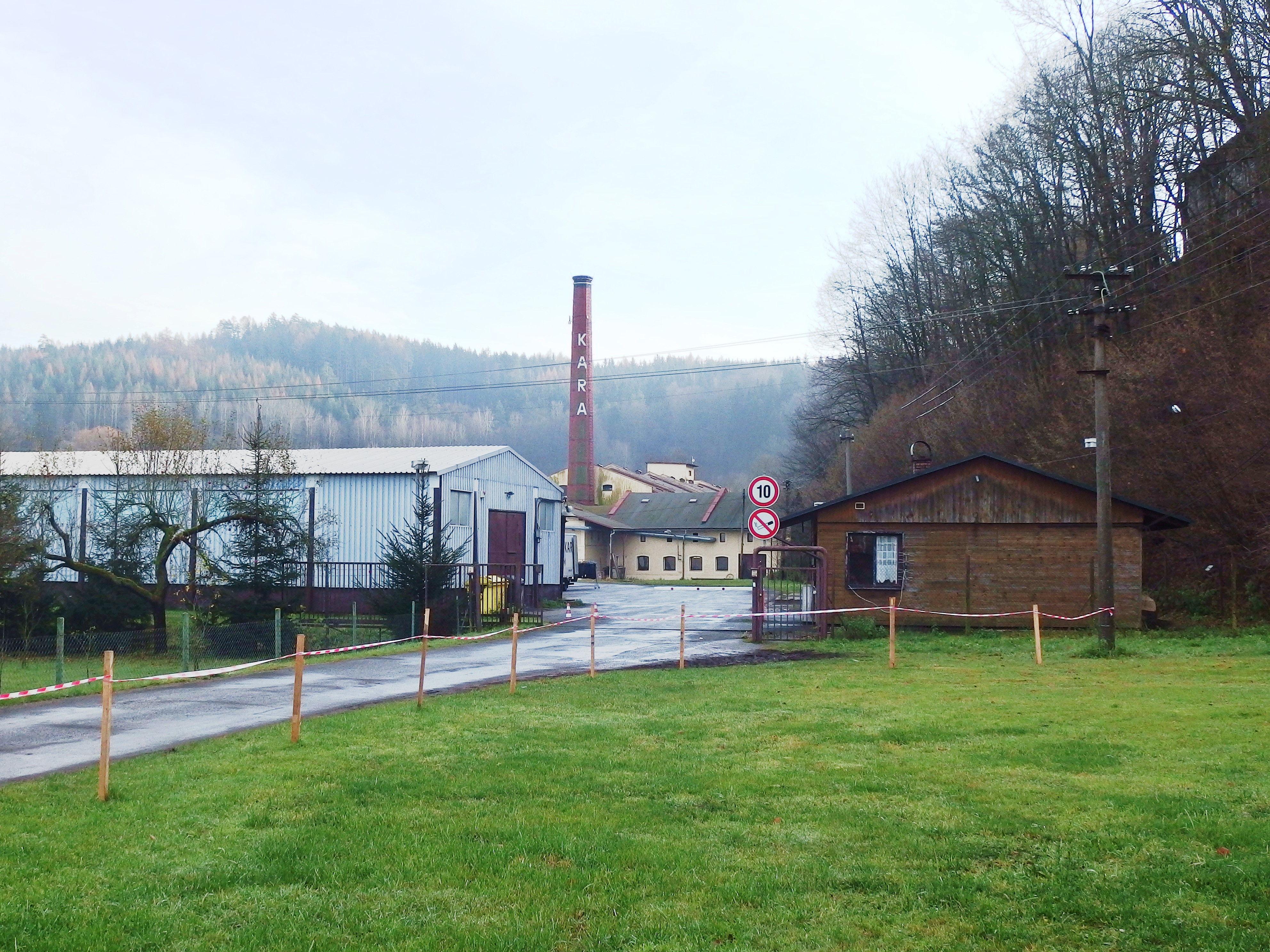
Firmengelände (2017)

Die Kara Trutnov, a.s. mit Sitz in Trutnov gehörte europaweit zu den größten Pelzproduzenten. Im Jahr 2022 war sie noch einer der führenden Hersteller von Leder- und Pelzmode in Tschechien. Das Sortiment umfasst inzwischen überwiegend Textilmode und Accessoires. Vor der Insolvenz im Jahr 2020 war sie ein Pelzverarbeitungsunternehmen mit einer eigenen Pelzzurichtung. Sie unterhielt 47 Filialen in Tschechien und der Slowakei. Am 10. Februar 2021 ging das ursprüngliche Unternehmen in ein Insolvenzverfahren. Auf der Homepage des im Rahmen des Konkurses reorganisierten Unternehmens waren Ende 2022 wieder 19 tschechische Einzelhandelsfilialen angezeigt.

## Allgemein
Die weit zurückreichende Geschichte des Kürschnerhandwerks in Trutnov belegen Zunftdenkmäler aus den Jahren 1567 und 1606. Eine Besonderheit des Trutnover Betriebes ist sein vertikaler Unternehmensaufbau, von der Pelzzurichtung über die Pelzproduktion für den Pelzgroßhandel und eigenem Einzelhandel. Bereits im 17. bis 18. Jahrhundert hatten einzelne Kürschner begonnen, sich entweder auf die Pelzfellzurichtung oder auf die Fertigung von Pelzbekleidung zu spezialisieren. Vor und nach dem Zweiten Weltkrieg gab es in West- und Mitteleuropa eigentlich keine größeren Firmen mehr, die Felle selbst zurichteten, veredelten, zu Konfektion verarbeiteten und sie dann selbst oder über den Einzelhandel an den Endverbraucher vertrieben. Eine Ausnahme ist 2023 noch die in der Größe jedoch nicht vergleichbare Pelzzurichterei Udo Meinelt & Söhne, ein Familienbetrieb mit eigener Kürschnerei im sächsischen Rötha, der von einem tschechischen Pelzzurichter drei der nummerierten Haspeln erwarb, die sich ursprünglich in einer langen Reihe in der Zurichterei der Kara Trutnov befanden.

## Unternehmensgeschichte
Das Unternehmen Kara Trutnov wurde von Jaroslav Vik unter dem Namen „Revolučního odborového hnutí ̶závodní výbor KARA, kožešnický kombinát, s. p. Trutnov“ (Revolutionäre Gewerkschaftsbewegung – Betriebsausschuss des KARA Pelzkombinats, Staatsbetrieb Trutnov) im Jahr 1948 gegründet. Jaroslav Vik brachte damit die Pelzgroßproduktion von Česká Skalice nach Trutnov. Er fand dafür eine leerstehende, ehemalige Spinnerei und Weberei im Ortsteil Poříčí, wo sich während des Krieges ein Konzentrationslager für Frauen befunden hatte. Die Fabrik wurde für den neuen Zweck umgebaut. Das Logo, ursprünglich ein Nerz, wurde später durch einen Fuchs ausgetauscht.
1955 wurde es mit anderen Pelzunternehmen im ganzen Land unter dem Namen „Kara“ zu einem Kombinat vereinigt. Als Staatsunternehmen exportierte es einen Großteil seiner Produkte ins Ausland. Vor 1989 hatte Kara insgesamt vierzehn Werke in der ganzen Tschechoslowakei, in denen 2500 Menschen arbeiteten. Auf den Pelzmessen in Frankfurt am Main zeigte es auf einem eigenen Stand seine Pelzkollektionen.
Das Werk in Trutnov beschäftigte zeitweilig bis 600 Mitarbeiter. Jedes Jahr wurden zwei große Modenschauen veranstaltet. Beim Pelzmodellwettbewerb der DDR im Jahr 1964 gehörte auch das Kombinat VHJ Kara, Trutnov, Kožišnické als fünfter prämierter Betrieb zu den ausgezeichneten Unternehmen, „mit einem fachlich ausgezeichneten Mantel aus gefärbtem, ausgelassenen Peschanik“.
In den 1970er Jahren war Kara international ein Name. Die Pelze wurden in die UdSSR, die Schweiz, Deutschland, Großbritannien, die USA und nach Skandinavien exportiert.
Nach der Samtenen Revolution Ende 1989 ist das Kombinat im Rahmen der Privatisierung des Staatseigentums in kleinere Unternehmen zerfallen. Die „ikonische Marke“ begann langsam zu verblassen und geriet fast in Vergessenheit, bis Zdeněk Rinth (* 1952) die Marke Kara wieder belebte. Rinth hatte in der Werkstatt als Auszubildender begonnen, war viele Jahre Produktions- und Vertriebsassistent und zeitweilig Geschäftsführer. Russische Touristen machten einen erheblichen Teil des Umsatzes aus. Die Marke florierte noch lange nach dem Jahrtausend. Frauen kauften kurze Nerzjacken in Pastellfarben, die um 2010 besonders populär waren. Ab den 1990er Jahren betrieb Rinth Geschäfte mit dem Unternehmen Bohemia Pelli und baute zusammen die Marke Kožešiny Trutnov (deutsch: Pelzwaren Trutnov) auf. Im Jahr 2001 erwarb er die Rechte an der Marke Kara vom Industrieministerium und belebte sie wieder. Zu der Zeit startete eine Welle von neuerrichteten großen Einkaufszentren in Tschechien. Kara eröffnete eines der ersten Geschäfte im Zentrum Futurum in Ostrava. Schrittweise entstanden in Tschechien und in der Slowakei 47 Filialen. Das Unternehmen überstand die Folgen der Wirtschaftskrise von 2008 und wurde zum Marktführer für Leder- und Pelzprodukte. Zdeněk Rinth erwarb zudem die 1964 gegründete Firma Galex, ein Unternehmen für Lederwaren. Im Jahr 2015 betrug der Umsatz 361.939.000 US$, der Unternehmensgewinn 5.332.000 US$ (1,5 %).

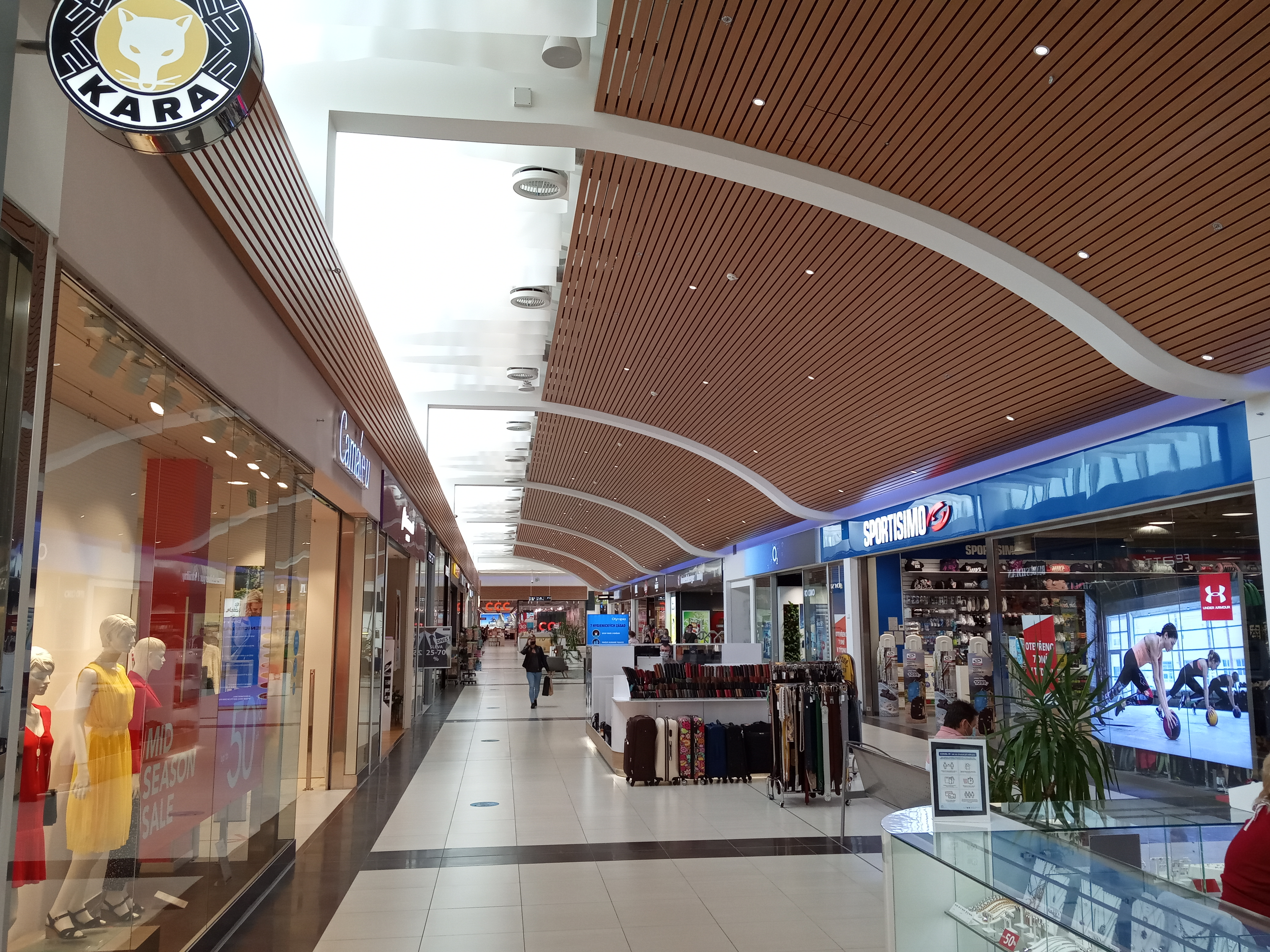
Links Ladenlokal Kara Trutnov in Mladá Boleslav (2020)

Ab 2018 geriegt Kara jedoch in wirtschaftliche Turbulenzen. Die Gesellschaft wandte sich von Leder- und Pelzprodukten ab. 2018 entschied sich Zdeněk Rinth das Unternehmen zu verkaufen. Zu dieser Zeit vertrieb es jährlich etwa 80.000 Kleidungsstücke mit einem Umsatz von etwa 400 Millionen Kronen. Michal Mička erwarb den Betrieb von den Unternehmern Petr Hendrych und Zdeňka Rinth zusammen mit Pietro Filipi, dem Besitzer einer anderen bekannten Modemarke. Der Umsatz beider Unternehmen lag zuletzt bei über 800 Millionen Kronen. Michal Mička versuchte mit seinen Partnern das Sortiment der jüngeren Generation zu vermarkten. Zusammen mit dem auslandserfahrenen Designer Jan Černý gelang es den Ruf der beliebten Schuhmarke Prestige neu zu beleben. Unter der Leitung von Mička seiner Investmentgesellschaft C2H ging es mit dem Unternehmen trotzdem bergab. Im Frühjahr 2021 beschloss das Insolvenzgericht ein Konkursverfahren zu starten. Als Grund für die dann doch überraschende Insolvenz nannte das Unternehmen vor allem die Schließung von Geschäften im Zusammenhang mit der Covid-19-Pandemie in Tschechien.
Zum Zeitpunkt der Insolvenzanmeldung hatte Kara Trutnov Schulden in Höhe von über 277 Mio. CZK. Im Mai 2021 beschloss das Insolvenzgericht, eine Reorganisation zu genehmigen, um den Konkurs des Schuldners zu beenden. Ein Umstrukturierungsplan wurde von Karas Gläubiger, der Investmentgruppe Natland, erstellt und am 8. November 2021 vom Bezirksgericht Hradec Kralove genehmigt. Der Investor Tomáš Raška erwarb das Unternehmen, um es zusammen mit Zdeněk Rinth als Teilhaber weiterzuführen.

## Marginalien
- Kara wurde Sponsor und heutiger Namensgeber des 1946 gegründeten Basketballklubs der Damen, seit 2005 „Kara Trutnov“.[14]